# Frank Adams (homme politique de Floride)
Pour les articles homonymes, voir Frank Adams (homonymie) et Adams.
Frank Adams, né en 1861 et mort en 1940, est un homme politique de Floride. Il a été sénateur d'État, représentant le comté de Hamilton, en Floride.
Son père, Robert Watkins Adams, a également siégé au Sénat de Floride et son fils Robert Stanley Adams (mort en 1943) est également devenu sénateur d'État en Floride.
En 1899, il est président du Sénat de Floride. Il occupe le poste de président du Sénat de l'État de Floride pendant deux mandats, étant le premier à le faire depuis l'entrée en vigueur de la constitution de l'État.